# برساخته (فلسفه)

مرکز جرم یک جسم قطعاً به نوعی "وجود" دارد، اما نه به همان معنایی که خود جسم وجود دارد.

در فلسفه، برساخته، ابژه‌ای است که ایده آل است، یعنی ابژه ذهن یا اندیشه، به این معنا که می توان گفت وجود آن به ذهن سوژه بستگی دارد. این در تضاد با هر ابژه‌ای احتمالاً مستقل از ذهن است، که ظاهراً وجود آنها به وجود یک سوژه مشاهده‌کننده آگاهانه بستگی ندارد. بنابراین، تمایز بین این دو اصطلاح را می توان با تمایز بین پدیده و نومنون در سایر زمینه های فلسفی و با بسیاری از تعاریف معمولی از اصطلاحات رئالیسم و ایده آلیسم نیز مقایسه کرد. در نظریه تطابق حقیقت، ایده‌ها، مانند سازه‌ها، باید بر اساس میزان مطابقت آنها با ارجاع‌دهنده‌هایشان، که اغلب به عنوان بخشی از واقعیت مستقل از ذهن تصور می‌شوند، مورد قضاوت و بررسی قرار گیرند.

## بررسی اجمالی
به‌عنوان اشیاء وابسته به ذهن، مفاهیمی که معمولاً به‌عنوان سازه‌ها در نظر گرفته می‌شوند شامل اشیاء انتزاعی مشخص‌شده با نمادهایی مانند ۳ یا ۴ یا کلماتی مانند آزادی یا سرما هستند که در نتیجه استقرا یا انتزاع دیده می‌شوند که بعداً می‌توان به آنها اعمال کرد. اشیاء قابل مشاهده یا مقایسه با سایر سازه ها. بنابراین، فرضیه‌ها و نظریه‌های علمی (مثلاً نظریه تکامل، نظریه گرانشی )، و همچنین طبقه‌بندی‌ها (مثلاً در طبقه‌بندی بیولوژیکی)، نیز موجودیت‌های مفهومی هستند که اغلب به‌عنوان سازه‌هایی به معنای فوق در نظر گرفته می‌شوند. در مقابل، بیشتر چیزهای عینی و روزمره که ناظر را احاطه می کنند را می توان به عنوان عینی طبقه بندی کرد (به معنای واقعی بودن، یعنی تصور می شود که وجود خارجی برای مشاهده گر وجود دارد).
اینکه چه مقدار از آنچه ناظر درک می کند عینی است بحث برانگیز است، بنابراین تعریف دقیق سازه ها در دیدگاه ها و فلسفه های مختلف بسیار متفاوت است. این دیدگاه که حواس بیشتر یا تمام ویژگی‌های اشیاء خارجی را مستقیماً می‌گیرند، معمولاً با اصطلاح رئالیسم مستقیم همراه است. بسیاری از اشکال نام‌گرایی، فرآیند ساخت مفهومی را به خود زبان نسبت می‌دهند، به‌عنوان مثال، ساختن ایده «ماهی» با ایجاد تمایز بین کلمه «ماهی» و واژه‌های دیگر (مانند «صخره») یا از طریق نوعی شباهت بین ارجاعاتی که کلاسی که با کلمه به آنها اشاره می کند شامل می شود. برعکس، ایده آلیسم افلاطونی به طور کلی معتقد است که «واقعیت» مستقل از موضوع وجود دارد، اگرچه این واقعیت به عنوان ایده آل دیده می شود، نه فیزیکی یا مادی، و بنابراین نمی توان آن را با حواس شناخت. به این ترتیب، ایده "آزادی" یا "سردی" به همان اندازه واقعی است که "صخره" یا "ماهی بودن".
ایجاد سازه ها بخشی از عملیاتی سازی است، به ویژه ایجاد تعاریف نظری. سودمندی یک مفهوم سازی بر دیگری تا حد زیادی به اعتبار سازه بستگی دارد. برای رسیدگی به غیرقابل مشاهده بودن سازه ها، آژانس های فدرال ایالات متحده مانند مؤسسه ملی بهداشت و مؤسسه ملی سرطان یک پایگاه داده ساختاری به نام اقدامات گرید فعال (GEM) برای بهبود استفاده و استفاده مجدد از سازه ایجاد کرده اند.
در فلسفه علم ، به‌ویژه در ارجاع به نظریه‌های علمی ، سازه فرضی ، متغیری توضیحی است که مستقیماً قابل مشاهده نیست. به عنوان مثال، مفاهیم هوش و انگیزه برای توضیح پدیده ها در روانشناسی به کار می روند، اما هیچکدام به طور مستقیم قابل مشاهده نیستند. یک ساختار فرضی با یک متغیر مداخله گر تفاوت دارد زیرا دارای ویژگی ها و مفاهیمی است که در تحقیقات تجربی نشان داده نشده است. اینها به عنوان راهنمای تحقیقات بیشتر عمل می کنند. از سوی دیگر، یک متغیر مداخله گر خلاصه ای از یافته های تجربی مشاهده شده است.

## تاریخ
کرونباخ و میل (۱۹۵۵) یک ساختار فرضی را به عنوان مفهومی تعریف می‌کنند که برای آن یک مرجع قابل مشاهده وجود ندارد، که نمی‌توان مستقیماً آن را مشاهده کرد، و برای آن ارجاع‌های متعددی وجود دارد، اما هیچ یک شامل همه چیز نیست. به عنوان مثال، طبق نظر کرونباخ و میل، ماهی یک ساختار فرضی نیست، زیرا علیرغم تنوع در گونه ها و گونه های ماهی، یک تعریف توافق شده برای ماهی با ویژگی های خاص وجود دارد که ماهی را از پرنده متمایز می کند. علاوه بر این، ماهی را می توان به طور مستقیم مشاهده کرد. از سوی دیگر، یک ساختار فرضی هیچ مرجع واحدی ندارد. در عوض، ساختارهای فرضی شامل گروه‌هایی از رفتارها، نگرش‌ها، فرآیندها و تجربیات مرتبط با عملکرد هستند. به جای دیدن هوش، عشق یا ترس، شاخص ها یا مظاهر چیزی را می بینیم که توافق کرده ایم آن را هوش، عشق یا ترس بنامیم.

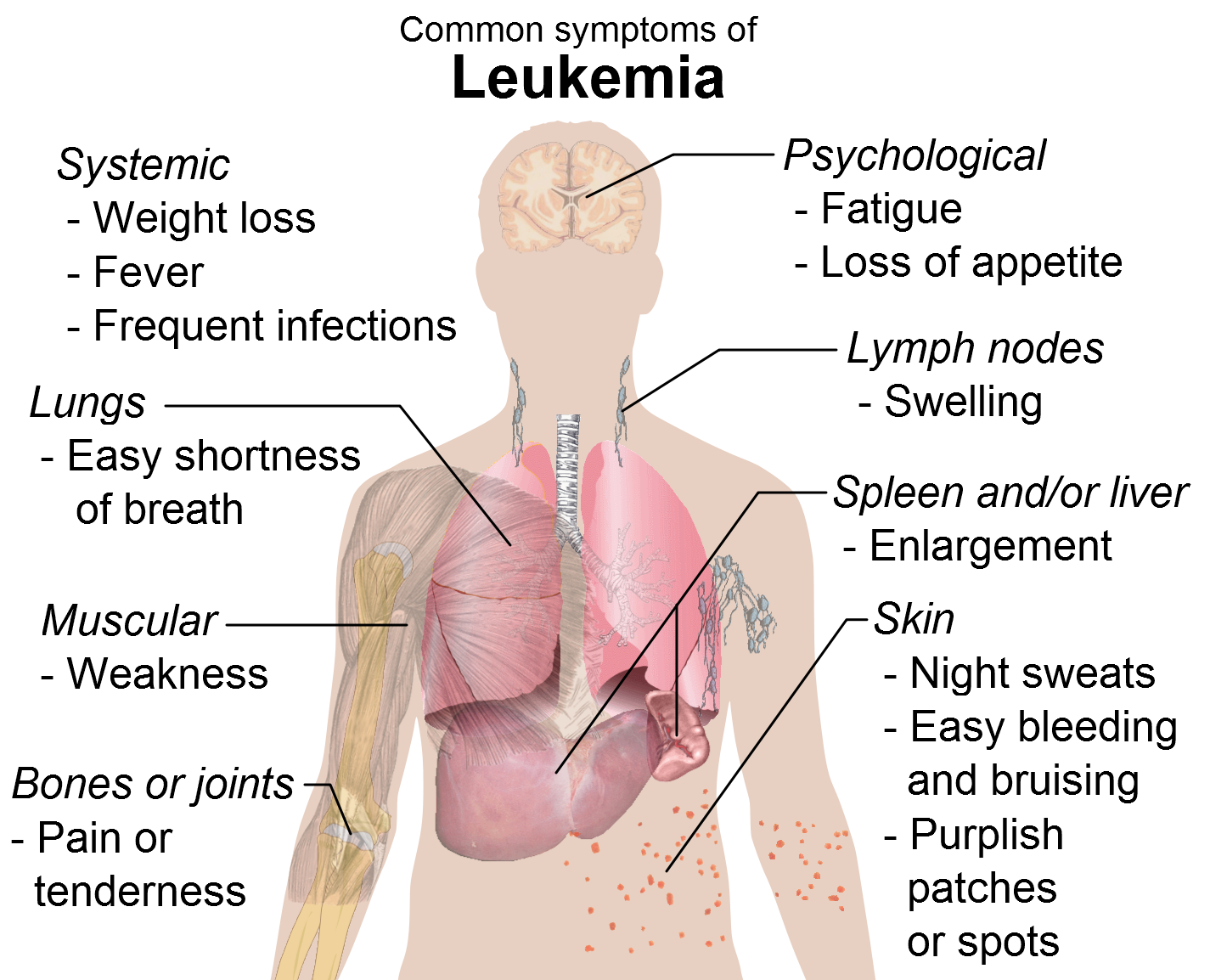
بیماری هایی مانند لوسمی مفاهیم توضیحی مهمی هستند، اما مانند سنگ یا مداد «وجود» ندارند.

McCorquodale و Meehl (۱۹۴۸) تمایز بین آنچه آنها متغیرهای مداخله گر می نامند و این سازه های فرضی را مورد بحث قرار دادند.  آنها ساختارهای فرضی را حاوی معنای اضافی توصیف می کنند، زیرا آنها بیش از عملیاتی که توسط آنها اندازه گیری می شوند، دلالت دارند.
در سنت پوزیتیویستی، بورینگ (۱۹۲۳) هوش را هر آنچه که آزمون هوش اندازه می گیرد، توصیف کرد. کرونباخ و میل (۱۹۵۵) در واکنش به این گونه تعاریف عملیاتی، بر ضرورت مشاهده سازه هایی مانند هوش به عنوان سازه های فرضی تأکید کردند. آنها اظهار داشتند که هیچ معیار مناسبی برای تعریف عملیاتی سازه هایی مانند توانایی ها و شخصیت وجود ندارد. بنابراین، طبق نظر کرونباخ و میل (۱۹۵۵)، یک ساختار مفید از هوش یا شخصیت باید بیش از نمرات آزمون ساده باشد. در عوض، این سازه ها باید طیف وسیعی از رفتارها را پیش بینی کنند.